# Josef Greiner
Josef Greiner (* 28. Juni 1886 in Markt Preding, Steiermark; † 4. September 1971 in Wien-Roßau) war ein österreichischer Gelegenheitsarbeiter und Schriftsteller. Er wurde vor allem bekannt als Zeuge der Wiener Jahre des späteren deutschen Diktators Adolf Hitler, über den er zwei Bücher verfasste.

## Leben und Wirken
Greiner stammte aus der Steiermark und kam um 1908 nach Wien. Dort verdiente er seinen Lebensunterhalt mit wechselnden Tätigkeiten, so als Schildermaler und als Beleuchter in einem Kabarett.
Von Januar bis April 1910 lebte Greiner in Wien im Männerwohnheim Meldemannstraße, in dem seit Februar 1910 auch der junge Adolf Hitler wohnte. Einem Aufsatz Reinhold Hanischs zufolge, der 1939 in der amerikanischen Zeitung The New Republican veröffentlicht wurde, bildete Hitler zu dieser Zeit einige Wochen lang ein abenteuerliches Gespann mit Greiner, mit dem er eine Reihe obskurer Projekte verfolgte. So hätten die beiden versucht, alte Blechdosen mit einer Paste zu füllen und diese dann als Frostschutzmittel für Fensterscheiben weiterzuverkaufen.
Im März 1938 veröffentlichte Greiner die Schrift Sein Kampf und Sieg. Eine Erinnerung an Adolf Hitler, in der er behauptet, Hitler 1912 ein Jahr lang im Männerheim in der Meldemannstraße gekannt zu haben. In diesem reich bebilderten Werk feiert Greiner Hitler, den „Herrn der Ostmark“, in verherrlichendem Ton und schwülstiger Sprache als „Genie“ und „Messias“. Exemplare der Schrift verschickte er, mit Widmungen versehen, an Hitler, Benito Mussolini, Joseph Goebbels und Hermann Göring und spekulierte darauf, dass das Werk von der NSDAP als Werbepublikation in den Massendruck gegeben und ihn so reich machen würde. Außerdem hoffte er darauf, von Hitler als Wirtschaftsminister in die Reichsregierung berufen zu werden.
Hitler ließ das Werk jedoch einstampfen. In die Parteiakten der NSDAP wurde zur gleichen Zeit eine Warnkarte aufgenommen, die Greiner als „gefährlichen notorischen Erpresser“ bezeichnet, der für die Partei „nicht tragbar“ sei. Dementsprechend wurden Greiners seit Mai 1938 wiederholt gestellten Anträge auf Aufnahme in die NSDAP stets mit der Begründung abgelehnt, er sei „ein ausgesprochener Konjunkturmensch und skrupelloser Geschäftemacher“.
Diese Ablehnung nutzte Greiner nach 1945, um die Legende zu stricken, er sei ein Widerstandskämpfer gegen das NS-Regime gewesen, die er in seinem 1947 erschienenen Buch Das Ende des Hitler-Mythos verbreitete. Das Buch ließ Greiner, wie schon seine Schrift von 1938, einigen prominenten Persönlichkeiten, darunter Josef Stalin, zukommen. Als der erste Bericht eines angeblich „Wissenden“ nach 1945 wurde das Ende des Hitler-Mythos zu einem großen kommerziellen Erfolg. In einem Brief an Stalin, den er dem Buch beilegte, stellte Greiner sich als Mitglied der „Gesellschaft zur Pflege der kulturellen und wirtschaftlichen Beziehungen zur Sowjetunion“ vor. Außerdem bot er dem „Generalissimus“ einige von ihm „selbst erfundene technische Neuerungen“ an und erklärte sich bereit, diese dem sowjetischen Staat im Gegenzug für den Erlass der gesamten österreichischen Reparationszahlungen an die Sowjetunion zu überlassen.

### Behauptungen Greiners über Hitler
In Das Ende des Hitler-Mythos behauptet Greiner 1947, Hitler 1907 und 1908 im Männerheim in der Wiener Meldemannstraße gekannt zu haben – zu einer Zeit, als Hitler, der erst 1909 in das Männerheim kam, noch in Linz beziehungsweise in einem Wiener Mietshaus wohnte. Des Weiteren stellt er die Behauptung auf, dass Hitler in Wien bei einer ostjüdischen Trödlerin gearbeitet und gleichzeitig Geld mit dem Einsammeln von Wanzen verdient habe. Nachdem er einmal seiner Auftraggeberin eine Ladung Wanzen ins Bett gelegt habe, sei er entlassen worden. Dann, so Greiner weiter, habe Hitler „arischen“ Kindern Schokolade gegeben, um diese dazu zu bringen, ihre jüdischen Spielkameraden als „Saujuden“ zu beschimpfen. Im „Café Fenstergucker“ habe er seinen Antisemitismus wiederum damit demonstriert, dass er einer festlich zurechtgemachten Jüdin eine Fischblase voll roter Tinte unters Gesäß gelegt habe. Des Weiteren behauptet Greiner, Hitler habe einmal versucht, eines seiner Malermodelle (Hitler hat zu seiner Wiener Zeit eigentlich niemals Personen gezeichnet) zu vergewaltigen und zu misshandeln. Außerdem habe er sich in der Wiener Leopoldstadt bei einer Prostituierten mit Syphilis infiziert. 1945 habe Hitler, so Greiner, auch durchaus nicht Selbstmord begangen, sondern er sei am 30. Juni 1945 mit einem Flugzeug geflohen: „ein Täuschungsmanöver, das wie ein antikes Heldenepos anmutet“.
Ebenso unglaubwürdig wirkt Greiners Behauptung, er sei nach dem Anschluss Österreichs an das Deutsche Reich ein aktiver Widerstandskämpfer gewesen und habe sogar ein Attentat auf Hitler versucht, das jedoch gescheitert sei. Ferner habe er den ehemaligen Männerheimkollegen auf die Verwerflichkeit der Behandlung der Juden hingewiesen und dessen Antrag, als Wirtschaftsminister in die Reichsregierung einzutreten, abgewiesen.

### Die Bewertung von Greiners Schriften als historische Quelle
Franz Jetzinger wies bereits 1956 in einer ausführlichen Untersuchung nach, dass Greiners Buch von 1947 ein „handgreifliches Lügengewebe“ darstellt. Als Quellen für das Werk des ehemaligen Gelegenheitsarbeiters identifizierte Jetzinger Hitlers Mein Kampf, die Hitler-Biografie Konrad Heidens von 1936 sowie Gespräche, die Greiner mit ihm, Jetzinger, geführt habe.
Die Schlussfolgerung, die Jetzinger aus der Masse der abstrusen sachlichen Fehler in Greiners Buch zieht, nämlich dass Greiner Hitler gar nicht gekannt haben könne, ist jedoch unzutreffend, was Brigitte Hamann in ihrem Buch Hitlers Wien nachweist. Jetzinger stellt die Vermutung auf, Hanisch habe den in seinem Aufsatz im New Republican erwähnten Mann namens Greiner nur erfunden, und Greiner seinerseits habe dann einfach Hanischs Behauptung über einen zufälligen Namensvetter im Männerheim für sich ausgenutzt und daraus seine Geschichte konstruiert. Hamann kann anhand des Wiener Melderegisters nachweisen, dass ein Josef Greiner tatsächlich vom 15. Januar bis 17. April 1910, wie Hitler und Hanisch, im Wiener Männerheim Meldemannstraße wohnhaft war und dass dieser mit dem späteren Buchautor identisch war, Greiner die beiden also tatsächlich gekannt haben muss.
Wieso Greiner trotz seiner tatsächlichen Bekanntschaft mit Hitler nichts von diesem zu berichten wusste und ausschließlich Phantasien verbreitete, bleibt unklar. Hamann hält es für denkbar, dass Greiner zwar ein Männerheimkollege Hitlers und Hanischs war, Hitler aber nicht näher kannte. Hanisch hätte dann den verhassten Hitler in den 1930er Jahren mit dem Hinweis auf eine angebliche Freundschaft mit dem Phantasten und Betrüger Greiner zu desavouieren versucht. Da Greiner 1936 im Buch Heidens als Hitlers angeblicher Männerheimkollege erwähnt wurde, hatte dieser einen willkommenen Anlass, um aus seiner auf diese Weise „verbürgten“ Freundschaft zu Hitler Profit zu schlagen. Hierfür spricht, dass Greiner Heidens Buch bereits im ersten Satz des Vorwortes zu seinem eigenen Buch Ende des Hitler-Mythos erwähnte.
Hamann zieht über Greiners Schriften das Fazit: „Greiner produzierte jeweils, was Erfolg und politischen Vorteil versprach: vor 1945 die Legende vom Messias Hitler, nach 1945 die Legende vom Syphilitiker und Betrüger. Seine Bücher stellen jedenfalls keine ziterbare Quelle dar.“ Hieraus folgt, dass auch die angeblichen Tatsachen über Hitler falsch sind, die in der Hitler-Literatur seit den späten 1940er Jahren bereitwillig von Greiner – meist ohne ihn zu zitieren – übernommen wurden. Biografen müssten, so Hamann, die bisherige Literatur von Greiner „säubern“, um zu einem wahrheitsgetreuen Bild zu gelangen. Damit seien auch Theorien hinfällig, die auf Greiners Buch fußen, so insbesondere die berühmte Geschichte von Hitlers angeblicher Syphilis-Ansteckung bei einer jüdischen Prostituierten.

## Schriften
- Sein Kampf und Sieg. Eine Erinnerung an Adolf Hitler. Wien, 1938.
- Das Ende des Hitler-Mythos. Amalthea, Wien, 1947.